# Kẻ không cầu may
Kẻ không cầu may là một bộ phim truyền hình được thực hiện bởi Trung tâm Phim truyền hình Việt Nam, Đài Truyền hình Việt Nam do NSND Bạch Diệp làm đạo diễn. Phim phát sóng lần đầu vào năm 2000 trên kênh VTV1.

## Nội dung
Hoàng (Phạm Hồng Minh) và Đức (Nguyễn Anh Quân) là hai người bạn thân thiết. Sau một thời gian dài học tập tại nước ngoài, Hoàng đã trở về và làm việc trong xí nghiệp xây dựng mà bố Đức làm giám đốc. Hoàng sau đó gặp và yêu Hà (Vũ Mai Huê) - thư ký của giám đốc. Với kiến thức được học hỏi từ nước ngoài và tác phong làm việc chuyên nghiệp, anh luôn thể hiện điều đó trong công ty và đồng thời cũng luôn mạnh dạn nêu lên những yếu kém, những vấn đề bức xúc trong công ty đang làm việc dù gặp nhiều trở ngại, nhiều đòn thù từ cấp trên cũng như đồng nghiệp. Đức sau một thời gian công tác tại Sài Gòn trở ra xí nghiệp làm việc và lúc này Hà đã yêu Hoàng. Đức dùng đủ mọi cách để hạ uy tín Hoàng và giành Hà lại cho mình bất chấp thủ đoạn. Hoàng bị đòn thù của Đức lần thứ nhất, đã xin chuyển xuống công trường làm, gặp Lan và gắn bó với người con gái này. Song, trong tim Hoàng vẫn chỉ có Hà. Hà cũng chỉ có Hoàng là tình yêu duy nhất, cô đã âm thầm giúp Hoàng trong mọi dự định của Hoàng khi anh muốn vạch ra những cái sai, những cái không đúng của xí nghiệp anh đang làm việc và cống hiến với mục đích mong nó tốt đẹp hơn. Song, Đức thừa cơ giáng cho Hoàng một đòn thứ hai dẫn đến việc Hoàng bị đuổi khỏi xí nghiệp anh làm việc. Kết phim, Hoàng rời khỏi xí nghiệp, gặp Hà đang đi tìm anh...

## Diễn viên

### Chính
- Phạm Hồng Minh trong vai Hoàng (kĩ sư Lê Hoàng)
- Vũ Mai Huê trong vai Hà[3][4][5]
- Nguyễn Anh Quân trong vai Đức

### Phụ
- NSND Ngọc Thủy trong vai Ông Nhân[6]
- NSƯT Phạm Bằng trong vai Ông Hội
- Lan Anh trong vai Lan
- Phú Đôn trong vai Ông Trương
- Mạnh Dũng trong vai Ông Khả
- NSƯT Lê Mai trong vai Mẹ Hà
- NSND Trần Hạnh trong vai Ông Thuật[7]
- Văn Toản trong vai Ông Trực

Với một số diễn viên khác...

## Ca khúc trong phim
Bài hát trong phim là ca khúc "Tôi vẫn hát" – bài thứ 58 được trích từ tổ hợp 60 bài trữ tình của nhạc sĩ Đặng Hữu Phúc viết cho thanh nhạc và piano, với Phan Đan đồng sáng tác và Thu Phương thể hiện. Bài hát đã gây được ấn tượng mạnh mẽ và trở thành một tác phẩm độc lập khỏi bộ phim truyền hình sau khi phát sóng.